# Laserpitium
- Commons
- Wikispecies

Laserpitium L. é um género botânico pertencente à família Apiaceae.

## Sinonímia
- Siler Mill.

## Espécies
- Laserpitium gallicum L.
- Laserpitium gaudinii Moretti
- Laserpitium halleri Crantz
- Laserpitium latifolium L.
- Laserpitium nestleri Soy.-Will.
- Laserpitium prutenicum L.
- Laserpitium siler L.
- «Lista completa»

## Classificação do gênero
| Sistema | Classificação                    | Referência               |
| ------- | -------------------------------- | ------------------------ |
| Linné   | Classe Pentandria, ordem Digynia | Species plantarum (1753) |